# Super Copa Gaúcha
De Super Copa Gaúcha was een competitie voor voetbalclubs uit de Braziliaanse staat Rio Grande do Sul. De competitie werd georganiseerd door de FGF en werd gespeeld in het tweede deel van het jaar na de staatscompetitie. Aan de competitie namen vier teams deel die zich plaatsen via vier andere competities: Campeonato da Região Metropolitana, Campeonato da Região Serrana, Campeonato da Região Sul-Fronteira en de Copa FGF. De winnaar plaatste zich voor de Copa do Brasil van het daaropvolgende seizoen en voor de Recopa Gaúcha, die jaarlijks het voetbalseizoen opent in de staat en waarin de winnaar het opneemt tegen de staatskampioen. In 2017 werd de competitie opgeheven. 

## Overzicht
| Jaar         | Finales       | Finales                                    | Finales       | Halvefinalisten | Halvefinalisten     | Halvefinalisten |
| Jaar         | Kampioen      | Score                                      | Vicekampioen  | Halvefinalisten | Halvefinalisten     | Halvefinalisten |
| ------------ | ------------- | ------------------------------------------ | ------------- | --------------- | ------------------- | --------------- |
| 2013 Details | Pelotas       | 1 – 1 7 – 6 (n.p.) Totaalscore 1 – 1 (7-6) | Internacional | Novo Hamburgo   | Passo Fundo         |                 |
| 2014 Details | Lajeadense    | 2 – 1 Totaalscore 2 – 1                    | Novo Hamburgo | Grêmio          | Juventude           |                 |
| 2015 Details | São José      | 1 – 0 1 – 1 Totaalscore 2 – 1              | Cruzeiro      | Lajeadense      | União Frederiquense |                 |
| 2016 Details | Internacional | 1 – 1 2 – 1 Totaalscore 3 – 2              | Ypiranga      | São José        | Caxias              |                 |